# Hasarius kjellerupi
Hasarius kjellerupi är en spindelart som beskrevs av Tord Tamerlan Teodor Thorell 1891. Hasarius kjellerupi ingår i släktet Hasarius och familjen hoppspindlar. Inga underarter finns listade i Catalogue of Life.